# Jérôme Romain
Jérôme Romain (* 12. Juni 1971 auf St. Martin) ist ein ehemaliger Leichtathlet, der international überwiegend im Dreisprung antrat. Er wurde auf dem französischen Teil der Karibikinsel Saint-Martin geboren, vertrat jedoch international zunächst den Inselstaat Dominica, bevor er 1999 die französische Staatsbürgerschaft erhielt. 2008 nahm er jedoch wieder die dominicanische an.

## Sportliche Laufbahn
Erste internationale Erfolge feierte er zunächst im Juniorenbereich, als er 1989 bei den CARIFTA Spielen in Bridgetown die Silbermedaille im Dreisprung und die Bronzemedaille im Weitsprung gewann. Nachdem er bei den Leichtathletik-Weltmeisterschaften 1991 in Tokio im Dreisprung noch in der Qualifikation gescheitert war, begann er sich bald im Erwachsenenbereich zu etablieren. Bei den Leichtathletik-Weltmeisterschaften 1993 in Stuttgart belegte er in derselben Disziplin bereits den elften Platz. 1994 wurde er bei den Spielen der Frankophonie in Paris Zweiter im Weitsprung.
Der endgültige Durchbruch gelang Romain schließlich 1995. Bei den Leichtathletik-Zentralamerika und Karibikmeisterschaften in Guatemala-Stadt gewann er den Titel im Dreisprung und die Silbermedaille im Weitsprung. Eine weitere Silbermedaille errang er im Dreisprung bei den Panamerikanischen Spielen in Mar del Plata, bei denen er im Weitsprung Achter wurde. Den mit Abstand bedeutendsten Erfolg seiner Karriere feierte er jedoch bei den Leichtathletik-Weltmeisterschaften in Göteborg. Mit einer Weite von 17,59 m holte er die Bronzemedaille im Dreisprung hinter dem Briten Jonathan Edwards (18,29 m, Weltrekord) und Brian Wellman von den Bermudas (17,62 m). Es war der erste Medaillengewinn bei Leichtathletik-Weltmeisterschaften für einen dominicanischen Athleten. In der Qualifikation hatte Romain mit 17,48 m zudem eine persönliche Bestleistung aufgestellt. Seine Weite aus dem Finale ist wegen zu starken Rückwindes nicht bestenlistenfähig.
Romain startete bei den Olympischen Spielen 1996 in Atlanta im Dreisprung und qualifizierte sich für das Finale. Dort konnte er jedoch verletzungsbedingt nicht antreten. 1997 verteidigte er seinen Titel im Dreisprung bei den Zentralamerika- und Karibikmeisterschaften. Daneben wurde er Neunter bei den Leichtathletik-Hallenweltmeisterschaften in Paris und Sechster bei den Leichtathletik-Weltmeisterschaften in Athen. Nach dem Wechsel seiner Staatsbürgerschaft gewann er 1999 den Französischen Meistertitel im Dreisprung. Bei den folgenden Leichtathletik-Weltmeisterschaften in Sevilla belegte er für Frankreich startend den siebten Rang in dieser Disziplin.
Zum Ende seiner Karriere holte Romain 2001 bei den Spielen der Frankophonie in Ottawa die Silbermedaille im Dreisprung. Bei den Leichtathletik-Halleneuropameisterschaften 2002 in Wien scheiterte er in der Qualifikation.

## Sonstiges
Jérôme Romain besuchte die University of Arkansas und erwarb dort 2000 einen Master-Abschluss in Kinesiologie. Danach war er im Sprungbereich zunächst vier Jahre lang als Assistenztrainer an der University of Wisconsin–Madison tätig und wurde anschließend Assistenztrainer an der Brown University. Bei den Olympischen Spielen 2008 in Peking betreute Romain die dominicanische Leichtathletik-Mannschaft und begleitete sie bei der Eröffnungszeremonie als Fahnenträger. Er ist 1,83 m groß und wog zu seiner aktiven Zeit 76 kg.

## Bestleistungen
- Dreisprung: 17,48 m, 5. August 1995, Göteborg
- Weitsprung: 7,90 m, 21. Mai 1993, Odessa (Texas)